# Hyperphrixus tattersalli
Hyperphrixus tattersalli är en kräftdjursart som beskrevs av Hugo Frederik Nierstrasz och Brender a Brandis 1931. Hyperphrixus tattersalli ingår i släktet Hyperphrixus och familjen Bopyridae. Inga underarter finns listade i Catalogue of Life.